# 大衆消費社会
大衆消費社会（たいしゅうしょうひしゃかい）とは所得の上昇やマスメディアの発達などにより、消費者の物的な購買範囲が拡大し、大衆による大量消費が行われるようになった社会。多くの場合は企業による大衆向けの広告によって誘導されている。1920年代のアメリカ合衆国はフォーディズムがあらゆる製品の生産過程に用いられたことで世界初の大衆消費社会となった。
日本では史上において、月賦販売、通信販売、百貨店販売などといった小売業の革新が大衆消費社会を引き起こしてきた。

## アメリカ的生活様式
第一次世界大戦後のアメリカで、同国の巨大な経済力に応じて生み出された新しい生活様式。生産技術の革新により大量生産と製品価格の低下が可能になり、それが大量販売につながり企業利益を生んだ。また、企業利益は労働者にも配分され賃金が上昇し、大衆の購買力が増大、一層の販売増加につながった。こうして富裕層だけでなく労働者の多くも自動車や家電製品を購入できるようになり、これに伴い映画やジャズ・プロスポーツに代表される大衆文化が誕生した。